# 172 (číslo)
Sto sedmdesát dva je přirozené číslo, které následuje po čísle sto sedmdedesát jedna a předchází číslu sto sedmdesát tři. Římskými číslicemi se zapisuje CLXXII.

## Chemie
- 172 je nukleonové číslo druhého nejběžnějšího izotopu ytterbia.[1]

## Matematika
- deficientní číslo

## Doprava
- Silnice II/172 je česká silnice II. třídy vedoucí na trase Katovice – Volenice – Mačice – Strašín[2]

## Astronomie
- 172 Baucis je planetka hlavního pásu.

## Roky
- 172
- 172 př. n. l.